# Makan Kéita
Makan Kéita (ur. 16 grudnia 1972 w Bolibanie) – malijski piłkarz grający na pozycji napastnika. W swojej karierze rozegrał 2 mecze i strzelił 1 gola w reprezentacji Mali.

## Kariera klubowa
W swojej karierze piłkarskiej Kéita grał w klubach: Stade Malien (do 1991), Djoliba AC (1992-2000) i greckim Panelefsiniakos AO (2000-2001). Zdobył trzy Puchary Mali (1992 ze Stade Malien oraz 1993 i 1998 z Djoliba AC) oraz wywalczył dwa mistrzostwa kraju z Djoliba AC (1997/1998, 1998/1999).

## Kariera reprezentacyjna
W reprezentacji Mali Kéita zadebiutował 10 kwietnia 1993 w przegranym 1:2 meczu kwalifikacji do Pucharu Narodów Afryki 1994 z Egiptem, rozegranym w Kairze. W debiucie strzelił gola. W 1994 roku został powołany do kadry na Puchar Narodów Afryki 1994, w którym nie rozegrał żadnego meczu. Z Mali zajął 4. miejsce w tym turnieju. W kadrze narodowej rozegrał 2 mecze (oba w 1993) i strzelił 1 gola.